# Catedral de Santiago (Seattle)
La Catedral de Santiago  (en inglés: St. James Cathedral) Es una iglesia de la catedral católica situada en el 804 de la novena avenida en el barrio de First Hill (la primera colina) de Seattle, Washington, Estados Unidos. Es la iglesia madre de la Arquidiócesis de Seattle y la sede de su arzobispo, actualmente Paul D. Etienne. La catedral se llama así por Santiago el Mayor, patrón de la archidiócesis, y es la tercera iglesia en el territorio actualmente conocido como la Arquidiócesis de Seattle en llevar ese nombre.
La necesidad de una catedral en Seattle surgió en 1903, cuando Edward O'Dea, obispo de lo que entonces se conocía como la diócesis de Nesqually (más tarde deletreado "Nisqually"), eligió mover la sede Episcopal de Vancouver, Washington a Seattle. La construcción comenzó en 1905 y se completó en 1907. En 1916, la catedral sufrió grandes renovaciones como resultado del colapso de su cúpula; Otras renovaciones importantes fueron terminadas en 1950 y 1994. La catedral, la rectoría, y el complejo fueron designados hitos de la ciudad en 1984.

## Véase también

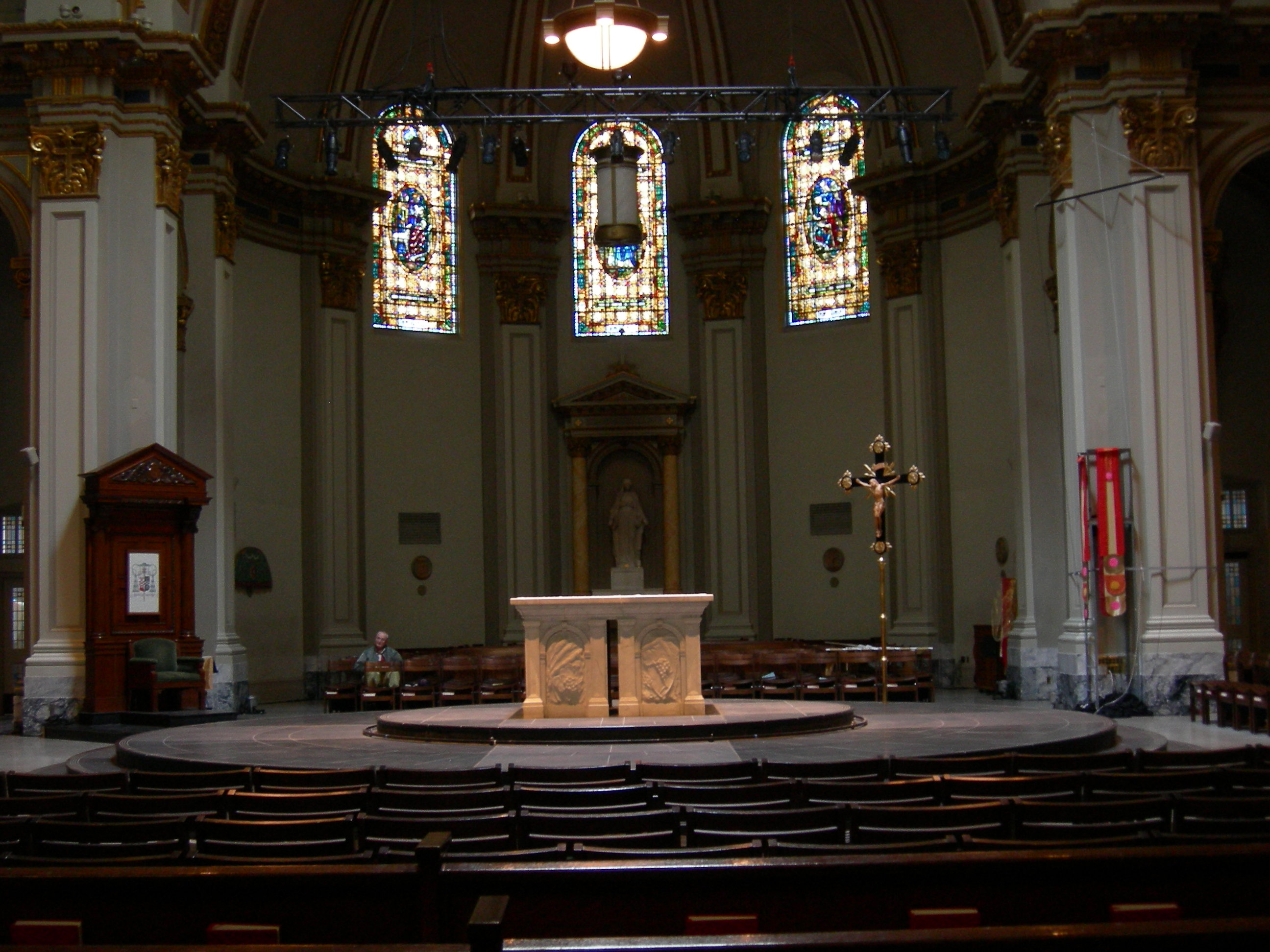
Vista interna